# هيرويوكي آبي
هيرويوكي آبي مواليد 5 يوليو 1989 في نارا، اليابان، هو لاعب كرة قدم ياباني يلعب لنادي غامبا أوساكا كلاعب وسط.

## المسيرة الاحترافية

### أندية لعب لها
- نادي غامبا أوساكا

## روابط خارجية
- هيرويوكي آبي على موقع رابطة كرة القدم اليابانية للمحترفين (اليابانية)
- هيرويوكي آبي على موقع قاعدة بيانات كرة القدم.إي يو (الإنجليزية)
- هيرويوكي آبي على موقع ناشيونال فوتبول تيمز (الإنجليزية)
- هيرويوكي آبي على موقع Soccerway.com (الإنجليزية)
- هيرويوكي آبي على موقع عالم كرة القدم.نت (الإنجليزية)